# لیگ برتر خلیج فارس
لیگ برتر خلیج فارس یا لیگ برتر فوتبال ایران مسابقات لیگ حرفه‌ای و بالاترین سطح باشگاهی لیگ فوتبال ایران است که پس از جام آزادگان آغاز به کار کرد و در حال حاضر با حضور ۱۶ تیم برگزار می‌شود. نخستین دورهٔ این رقابت‌ها در تاریخ ۱۱ آبان ۱۳۸۰ با حضور ۱۴ تیم برگزار شد.
در این لیگ طی بیست و چهار دورهٔ گذشته، تیم‌های پرسپولیس (نه بار)، سپاهان (پنج بار)، استقلال (چهار بار)، فولاد خوزستان (دو بار) و پاس تهران، سایپا، استقلال خوزستان و تراکتور (هر کدام یک بار) به مقام قهرمانی رسیده‌اند.
در رده‌بندی اعلام شده از سوی فدراسیون بین‌المللی تاریخ و آمار فوتبال در سال ۲۰۱۲ این لیگ، به عنوان «سی و ششمین لیگ قدرتمند جهان» و «چهارمین لیگ قدرتمند آسیا» انتخاب شده است. افزون بر این در رده‌بندی اعلام شده توسط این فدراسیون، لیگ برتر ایران ردهٔ چهل و هفتم جهان و چهارم آسیا را در قرن ۲۱ میلادی (۲۰۰۱ تا ۲۰۱۲) کسب کرده است.

## موفق‌ترین تیم‌ها
بیشترین حضور در سه تیم بالای جدول را به ترتیب تیم‌های استقلال (۱۸ بار)، پرسپولیس (۱۵ بار) و سپاهان (۱۳ بار) داشته‌اند. پس از این سه تیم، تیم‌های
ذوب‌آهن و فولاد و تراکتور هر کدام ۵ بار فصل را با قرار گرفتن در میان سه تیم برتر به انتها رسانده‌اند. فهرست ۱۰ تیم برتر این مسابقات به لحاظ تعداد قهرمانی و سپس تعداد مقام‌های کسب‌شده، به شرح زیر است:
| #  | تیم             | قهرمانی                                                                               | نایب قهرمانی                                             | سومی                                                                         |
| -- | --------------- | ------------------------------------------------------------------------------------- | -------------------------------------------------------- | ---------------------------------------------------------------------------- |
| ۱  | پرسپولیس        | ۹ (۸۱–۱۳۸۰، ۸۷–۱۳۸۶، ۹۶–۱۳۹۵، ۹۷–۱۳۹۶، ۹۸–۱۳۹۷، ۹۹–۱۳۹۸، ۱۴۰۰–۱۳۹۹، ۰۲–۱۴۰۱، ۰۳–۱۴۰۲) | ۳ (۹۳–۱۳۹۲، ۹۵–۱۳۹۴، ۰۱–۱۴۰۰)                            | ۳ (۸۲–۱۳۸۱، ۸۶–۱۳۸۵، ۰۴–۱۴۰۳)                                                |
| ۲  | سپاهان          | ۵ (۸۲–۱۳۸۱، ۸۹–۱۳۸۸، ۹۰–۱۳۸۹، ۹۱–۱۳۹۰، ۹۴–۱۳۹۳)                                       | ۵ (۸۷–۱۳۸۶، ۹۸–۱۳۹۷، ۱۴۰۰–۱۳۹۹، ۰۲–۱۴۰۱، ۰۴–۱۴۰۳)        | ۳ (۹۲–۱۳۹۱، ۰۱–۱۴۰۰، ۰۳–۱۴۰۲)                                                |
| ۳  | استقلال         | ۴ (۸۵–۱۳۸۴، ۸۸–۱۳۸۷، ۹۲–۱۳۹۱، ۰۱–۱۴۰۰)                                                | ۶ (۸۱–۱۳۸۰، ۸۳–۱۳۸۲، ۹۰–۱۳۸۹، ۹۶–۱۳۹۵، ۹۹–۱۳۹۸، ۰۳–۱۴۰۲) | ۸ (۸۴–۱۳۸۳، ۸۹–۱۳۸۸، ۹۱–۱۳۹۰، ۹۵–۱۳۹۴، ۹۷–۱۳۹۶، ۹۸–۱۳۹۷، ۱۴۰۰–۱۳۹۹، ۰۲–۱۴۰۱) |
| ۴  | فولاد           | ۲ (۸۴–۱۳۸۳، ۹۳–۱۳۹۲)                                                                  | —                                                        | ۳ (۸۱–۱۳۸۰، ۸۳–۱۳۸۲، ۹۹–۱۳۹۸)                                                |
| ۵  | تراکتور         | ۱ (۰۴–۱۴۰۳)                                                                           | ۳ (۹۱–۱۳۹۰، ۹۲–۱۳۹۱، ۹۴–۱۳۹۳)                            | ۱ (۹۶–۱۳۹۵)                                                                  |
| ۶  | پاس تهران       | ۱ (۸۳–۱۳۸۲)                                                                           | ۲ (۸۲–۱۳۸۱، ۸۵–۱۳۸۴)                                     | —                                                                            |
| ۷  | سایپا           | ۱ (۸۶–۱۳۸۵)                                                                           | —                                                        | ۱ (۸۵–۱۳۸۴)                                                                  |
| ۸  | استقلال خوزستان | ۱ (۹۵–۱۳۹۴)                                                                           | —                                                        | —                                                                            |
| ۹  | ذوب‌آهن          | —                                                                                     | ۴ (۸۴–۱۳۸۳، ۸۸–۱۳۸۷، ۸۹–۱۳۸۸، ۹۷–۱۳۹۶)                   | ۱ (۹۰–۱۳۸۹)                                                                  |
| ۱۰ | استقلال اهواز   | —                                                                                     | ۱ (۸۶–۱۳۸۵)                                              | —                                                                            |
| ۱۱ | نفت تهران       | —                                                                                     | —                                                        | ۲ (۹۳–۱۳۹۲)، (۹۴–۱۳۹۳)                                                       |
| ۱۲ | صبای قم         | —                                                                                     | —                                                        | ۱ (۸۷–۱۳۸۶)                                                                  |
| ۱۳ | مس کرمان        | —                                                                                     | —                                                        | ۱ (۸۸–۱۳۸۷)                                                                  |

## آمار تماشاگران
| #  | تیم میزبان | نتیجه | تیم مهمان      | ورزشگاه             | تعداد تماشاگر |
| -- | ---------- | ----- | -------------- | ------------------- | ------------- |
| ۱  | تراکتور    | ۲–۱   | استقلال        | ورزشگاه یادگار امام | ۱۲۰٬۰۰۰       |
| ۲  | تراکتور    | ۲–۴   | استقلال        | ورزشگاه یادگار امام | ۱۰۰٬۰۰۰       |
| ۳  | تراکتور    | ۰–۰   | فجر شهید سپاسی | ورزشگاه یادگار امام | ۱۰۰٬۰۰۰       |
| ۴  | تراکتور    | ۳–۳   | نفت تهران      | ورزشگاه یادگار امام | ۱۰۰٬۰۰۰       |
| ۵  | استقلال    | ۳–۰   | برق شیراز      | ورزشگاه آزادی       | ۱۰۰٬۰۰۰       |
| ۶  | استقلال    | ۱–۲   | داماش گیلان    | ورزشگاه آزادی       | ۱۰۰٬۰۰۰       |
| ۷  | استقلال    | ۰–۰   | نفت مسجدسلیمان | ورزشگاه آزادی       | ۱۰۰٬۰۰۰       |
| ۸  | استقلال    | ۱–۰   | پرسپولیس       | ورزشگاه آزادی       | ۱۰۰٬۰۰۰       |
| ۹  | پرسپولیس   | ۴–۰   | پدیده مشهد     | ورزشگاه آزادی       | ۱۰۰٬۰۰۰       |
| ۱۰ | پرسپولیس   | ۱–۲   | سپاهان         | ورزشگاه آزادی       | ۱۰۰٬۰۰۰       |
| ۱۱ | پرسپولیس   | ۲–۱   | راه‌آهن         | ورزشگاه آزادی       | ۹۵٬۰۰۰        |
| ۱۲ | تراکتور    | ۱–۱   | پرسپولیس       | ورزشگاه یادگار امام | ۹۰٬۰۰۰        |

## تیم‌ها

### شمار
| شمار تیم‌ها در ادوار لیگ برتر | شمار تیم‌ها در ادوار لیگ برتر | شمار تیم‌ها در ادوار لیگ برتر | شمار تیم‌ها در ادوار لیگ برتر |
| از                           | تا                           | تعداد دوره                   | شمار تیم‌ها                   |
| ---------------------------- | ---------------------------- | ---------------------------- | ---------------------------- |
| ۱۳۸۰                         | ۱۳۸۳                         | ۳                            | ۱۴                           |
| ۱۳۸۳                         | ۱۳۸۶                         | ۳                            | ۱۶                           |
| ۱۳۸۶                         | ۱۳۹۲                         | ۶                            | ۱۸                           |
| ۱۳۹۲                         | تاکنون                       | ۱۲                           | ۱۶                           |

### تیم‌های کنونی
۱۶ تیم زیر در دوره بیست و پنجمین (فصل ۰۵–۱۴۰۴) حاضر هستند.
| استان          | تعداد تیم‌ها | نام تیم‌ها                    |
| -------------- | ----------- | ---------------------------- |
| تهران          | ۳           | استقلال، پرسپولیس، پیکان     |
| خوزستان        | ۲           | استقلال خوزستان، فولاد اهواز |
| اصفهان         | ۲           | ذوب‌آهن اصفهان، سپاهان اصفهان |
| کرمان          | ۲           | گل‌گهر سیرجان، مس رفسنجان     |
| آذربایجان شرقی | ۱           | تراکتور تبریز                |
| قزوین          | ۱           | شمس‌آذر                       |
| گیلان          | ۱           | ملوان بندرانزلی              |
| مرکزی          | ۱           | آلومینیوم اراک               |
| لرستان         | ۱           | خیبر خرم‌آباد                 |
| یزد            | ۱           | چادرملو اردکان               |
| فارس           | ۱           | فجر سپاسی شیراز              |

## جدول کلی
| رتبه | تیم                 | دوره | بازی | برد | تساوی | شکست | زده  | خورده | تفاضل | امتیاز | میانگین | بهترین عنوان | بدترین عنوان        | تعداد قهرمانی |
| ---- | ------------------- | ---- | ---- | --- | ----- | ---- | ---- | ----- | ----- | ------ | ------- | ------------ | ------------------- | ------------- |
| ۱    | پرسپولیس تهران      | ۲۴   | ۷۳۲  | ۳۷۰ | ۲۲۲   | ۱۴۰  | ۱۰۴۶ | ۶۳۷   | ۴۰۹   | ۱۳۳۲   | ۱٫۸۱    | قهرمان       | سیزدهم              | نه بار        |
| ۲    | استقلال تهران       | ۲۴   | ۷۳۲  | ۳۶۴ | ۲۳۵   | ۱۳۳  | ۱۰۶۵ | ۶۳۵   | ۴۳۰   | ۱۳۲۷   | ۱٬۸۱    | قهرمان       | سیزدهم              | چهار بار      |
| ۳    | سپاهان اصفهان       | ۲۴   | ۷۳۲  | ۳۴۴ | ۲۳۴   | ۱۵۴  | ۱۰۷۲ | ۶۶۲   | ۴۱۰   | ۱۲۶۶   | ۱٫۷۲    | قهرمان       | چهاردهم             | پنج بار       |
| ۴    | ذوب‌آهن اصفهان       | ۲۴   | ۷۳۲  | ۲۶۹ | ۲۵۱   | ۲۱۲  | ۸۴۹  | ۷۳۸   | ۱۱۱   | ۱۰۵۸   | ۱٬۴۴    | دوم          | ۱۴م و حضور در پلی‌آف |               |
| ۵    | فولاد خوزستان       | ۲۳   | ۶۹۸  | ۲۶۳ | ۲۳۹   | ۱۹۶  | ۷۷۵  | ۶۹۶   | ۷۹    | ۱۰۲۸   | ۱٬۴۷    | قهرمان       | سقوط به لیگ آزادگان | دو بار        |
| ۶    | تراکتور تبریز       | ۱۷   | ۵۲۲  | ۲۲۸ | ۱۶۳   | ۱۳۱  | ۶۹۰  | ۵۰۴   | ۱۸۶   | ۸۴۷    | ۱٬۶۲    | قهرمان       | سقوط به لیگ آزادگان | یک بار        |
| ۷    | سایپا تهران         | ۲۰   | ۶۱۲  | ۱۸۶ | ۲۱۷   | ۲۰۹  | ۶۶۰  | ۷۰۱   | ۴۱-   | ۷۷۵    | ۱٫۲۷    | قهرمان       | سقوط به لیگ آزادگان | یک بار        |
| ۸    | پیکان تهران         | ۱۹   | ۵۷۸  | ۱۶۲ | ۱۸۸   | ۲۲۸  | ۵۷۲  | ۶۹۴   | ۱۲۲-  | ۶۷۴    | ۱٫۱۷    | پنجم         | سقوط به لیگ آزادگان |               |
| ۹    | ملوان انزلی         | ۱۷   | ۵۲۶  | ۱۴۶ | ۱۷۷   | ۲۰۳  | ۴۸۸  | ۶۰۱   | ۱۱۳-  | ۶۱۵    | ۱٫۱۶    | ششم          | سقوط به لیگ آزادگان |               |
| ۱۰   | صبای قم             | ۱۳   | ۴۱۴  | ۱۲۸ | ۱۵۹   | ۱۲۷  | ۴۶۸  | ۴۶۰   | ۸     | ۵۴۳    | ۱٫۳۱    | سوم          | سقوط به لیگ آزادگان |               |
| ۱۱   | راه‌آهن تهران        | ۱۱   | ۳۵۴  | ۱۱۹ | ۱۱۴   | ۱۲۱  | ۴۳۲  | ۴۲۲   | ۱۰    | ۴۷۱    | ۱٫۳۳    | هشتم         | سقوط به لیگ آزادگان |               |
| ۱۲   | فجرسپاسی            | ۱۳   | ۳۹۸  | ۱۰۳ | ۱۴۶   | ۱۴۹  | ۳۵۷  | ۴۳۴   | ۷۷-   | ۴۵۵    | ۱٫۱۴    | چهارم        | سقوط به لیگ آزادگان |               |
| ۱۳   | صنعت نفت آبادان     | ۱۳   | ۴۰۲  | ۱۰۶ | ۱۲۳   | ۱۷۳  | ۳۹۵  | ۵۲۷   | ۱۳۲-  | ۴۴۱    | ۱٫۱۰    | هفتم         | سقوط به لیگ آزادگان |               |
| ۱۴   | مس کرمان            | ۹    | ۲۹۴  | ۸۹  | ۱۰۹   | ۹۶   | ۳۳۳  | ۳۲۹   | ۴     | ۳۷۶    | ۱٫۲۷    | سوم          | سقوط به لیگ آزادگان |               |
| ۱۵   | نفت تهران           | ۸    | ۲۵۲  | ۹۱  | ۸۸    | ۷۳   | ۲۸۴  | ۲۵۸   | ۲۶    | ۳۶۱    | ۱٫۴۳    | سوم          | سقوط به لیگ آزادگان |               |
| ۱۶   | ابومسلم خراسان      | ۹    | ۲۷۰  | ۸۳  | ۹۰    | ۹۷   | ۲۹۶  | ۳۰۴   | ۸-    | ۳۳۹    | ۱٫۲۶    | چهارم        | سقوط به لیگ آزادگان |               |
| ۱۷   | استقلال اهواز       | ۹    | ۲۷۴  | ۸۰  | ۷۸    | ۱۱۶  | ۳۲۷  | ۴۰۲   | ۷۵-   | ۳۱۸    | ۱٫۱۶    | دوم          | سقوط به لیگ آزادگان |               |
| ۱۸   | پدیده خراسان        | ۸    | ۲۴۰  | ۷۴  | ۸۰    | ۸۶   | ۲۱۷  | ۲۴۴   | ۲۷-   | ۳۰۲    | ۱٫۲۶    | چهارم        | سقوط به لیگ آزادگان |               |
| ۱۹   | پاس تهران           | ۶    | ۱۶۸  | ۷۲  | ۵۹    | ۳۷   | ۲۶۲  | ۱۸۱   | ۱۱۱   | ۲۷۵    | ۱٫۶۳    | قهرمان       | دهم                 | یک بار        |
| ۲۰   | استقلال خوزستان     | ۸    | ۲۴۰  | ۵۷  | ۹۱    | ۹۲   | ۲۲۴  | ۲۹۲   | ۶۸-   | ۲۶۲    | ۱٬۰۹    | قهرمان       | سقوط به لیگ آزادگان | یک بار        |
| ۲۱   | برق شیراز           | ۸    | ۲۳۶  | ۶۰  | ۷۸    | ۹۸   | ۲۵۰  | ۳۳۵   | ۸۵-   | ۲۵۸    | ۱٫۰۹    | هفتم         | سقوط به لیگ آزادگان |               |
| ۲۲   | گل‌گهر سیرجان        | ۶    | ۱۸۰  | ۶۵  | ۶۲    | ۵۳   | ۱۹۰  | ۱۷۴   | ۱۶    | ۲۵۷    | ۱٬۴۲    | چهارم        | دهم                 |               |
| ۲۳   | داماش گیلان         | ۸    | ۲۴۸  | ۵۶  | ۸۱    | ۱۱۱  | ۲۲۷  | ۳۴۴   | ۱۱۷-  | ۲۴۹    | ۱٫۰۰    | هفتم         | سقوط به لیگ آزادگان |               |
| ۲۴   | نساجی مازندران      | ۷    | ۲۱۰  | ۴۵  | ۸۳    | ۸۲   | ۱۷۷  | ۲۳۷   | ۶۰-   | ۲۱۸    | ۱٬۰۳    | نهم          | سقوط به لیگ آزادگان |               |
| ۲۵   | مس رفسنجان          | ۵    | ۱۵۰  | ۴۷  | ۵۳    | ۵۰   | ۱۴۷  | ۱۴۷   | ۰     | ۱۹۴    | ۱٬۲۹    | پنجم         | چهاردهم             |               |
| ۲۶   | آلومینیوم اراک      | ۵    | ۱۵۰  | ۴۰  | ۶۸    | ۴۲   | ۱۲۲  | ۱۳۵   | ۱۳-   | ۱۸۸    | ۱٬۲۳    | هفتم         | یازدهم              |               |
| ۲۷   | گسترش فولاد تبریز   | ۵    | ۱۵۰  | ۳۹  | ۶۰    | ۵۱   | ۱۴۷  | ۱۶۱   | ۱۴-   | ۱۷۷    | ۱٫۱۸    | هشتم         | سقوط به لیگ آزادگان |               |
| ۲۸   | پاس همدان           | ۴    | ۱۳۶  | ۳۸  | ۴۸    | ۵۰   | ۱۴۳  | ۱۶۵   | ۲۲-   | ۱۶۲    | ۱٫۱۹    | پنجم         | سقوط به لیگ آزادگان |               |
| ۲۹   | نفت مسجدسلیمان      | ۶    | ۱۸۰  | ۲۷  | ۷۴    | ۷۹   | ۱۱۶  | ۲۱۸   | ۱۰۲-  | ۱۵۵    | ۰٫۸۶    | هشتم         | سقوط به لیگ آزادگان |               |
| ۳۰   | شاهین بوشهر         | ۴    | ۱۳۲  | ۲۷  | ۴۸    | ۵۷   | ۱۲۴  | ۱۷۴   | ۵۰-   | ۱۲۹    | ۰٫۹۸    | سیزدهم       | سقوط به لیگ آزادگان |               |
| ۳۱   | هوادار تهران        | ۴    | ۱۲۰  | ۲۵  | ۴۳    | ۵۲   | ۹۰   | ۱۵۵   | ۶۵-   | ۱۱۸    | ۰٬۹۸    | دهم          | سقوط به لیگ آزادگان |               |
| ۳۲   | پارس جنوبی جم       | ۳    | ۹۰   | ۲۲  | ۳۸    | ۳۰   | ۸۲   | ۸۷    | ۵-    | ۱۰۴    | ۱٫۱۶    | پنجم         | سقوط به لیگ آزادگان |               |
| ۳۳   | ماشین‌سازی تبریز     | ۴    | ۱۲۰  | ۱۷  | ۳۹    | ۶۴   | ۸۴   | ۱۶۳   | ۷۹-   | ۹۰     | ۰٫۷۵    | یازدهم       | سقوط به لیگ آزادگان |               |
| ۳۴   | استیل آذین تهران    | ۲    | ۶۸   | ۱۹  | ۲۳    | ۲۶   | ۸۵   | ۱۱۲   | ۲۷-   | ۸۰     | ۱٫۱۸    | پنجم         | سقوط به لیگ آزادگان |               |
| ۳۵   | شموشک نوشهر         | ۳    | ۸۶   | ۱۶  | ۲۶    | ۴۴   | ۶۴   | ۱۱۸   | ۵۴-   | ۷۴     | ۰٫۸۶    | چهاردهم      | سقوط به لیگ آزادگان |               |
| ۳۶   | سیاه‌جامگان خراسان   | ۳    | ۹۰   | ۱۵  | ۲۷    | ۴۸   | ۶۴   | ۱۱۷   | ۵۳-   | ۷۲     | ۰٫۸۰    | سیزدهم       | سقوط به لیگ آزادگان |               |
| ۳۷   | شهرداری تبریز       | ۲    | ۶۸   | ۱۴  | ۲۹    | ۲۵   | ۷۹   | ۹۷    | ۱۸-   | ۷۱     | ۱٫۰۴    | دوازدهم      | سقوط به لیگ آزادگان |               |
| ۳۸   | شمس‌آذر قزوین        | ۲    | ۶۰   | ۱۸  | ۱۷    | ۲۵   | ۵۸   | ۷۶    | ۱۸-   | ۷۱     | ۱٬۱۸    | هفتم         | سیزدهم              |               |
| ۳۹   | سپیدرود رشت         | ۲    | ۶۰   | ۱۱  | ۱۷    | ۳۲   | ۴۸   | ۹۲    | ۴۴-   | ۵۰     | ۰٫۸۳    | سیزدهم       | سقوط به لیگ آزادگان |               |
| ۴۰   | آلومینیوم هرمزگان   | ۱    | ۳۴   | ۷   | ۱۴    | ۱۳   | ۲۶   | ۴۰    | ۱۴-   | ۳۵     | ۱٫۰۳    | پانزدهم      | سقوط به لیگ آزادگان |               |
| ۴۱   | پیام مشهد           | ۱    | ۳۴   | ۹   | ۸     | ۱۷   | ۳۳   | ۵۲    | ۱۹-   | ۳۵     | ۱٫۰۳    | شانزدهم      | سقوط به لیگ آزادگان |               |
| ۴۲   | چادرملو             | ۱    | ۳۰   | ۸   | ۱۰    | ۱۲   | ۲۲   | ۲۸    | ۶-    | ۳۴     | ۱٬۱۳    | دهم          |                     |               |
| ۴۳   | خیبر                | ۱    | ۳۰   | ۸   | ۹     | ۱۳   | ۲۴   | ۳۱    | ۷-    | ۳۳     | ۱٬۱     | یازدهم       |                     |               |
| ۴۴   | مس سرچشمه           | ۱    | ۳۴   | ۵   | ۹     | ۲۰   | ۲۳   | ۵۴    | ۳۱-   | ۲۴     | ۰٫۷۱    | هجدهم        | سقوط به لیگ آزادگان |               |
| ۴۵   | شیرین فراز کرمانشاه | ۱    | ۳۴   | ۳   | ۱۲    | ۱۹   | ۲۵   | ۵۹    | ۳۴-   | ۲۱     | ۰٫۶۲    | هجدهم        | سقوط به لیگ آزادگان |               |
| ۴۶   | شهید قندی یزد       | ۱    | ۳۰   | ۴   | ۷     | ۱۹   | ۲۱   | ۴۳    | ۲۲-   | ۱۹     | ۰٫۶۳    | شانزدهم      | سقوط به لیگ آزادگان |               |
| ۴۷   | گهر دورود لرستان    | ۱    | ۳۴   | ۳   | ۱۰    | ۲۱   | ۲۴   | ۵۹    | ۳۵-   | ۱۹     | ۰٫۵۶    | هجدهم        | سقوط به لیگ آزادگان |               |

## نحوه برگزاری و حامیان مالی

### رقابت‌ها
از دورهٔ سیزدهم لیگ برتر به بعد، ۱۶ تیم در این رقابت‌ها حاضر هستند، که به‌صورت رفت و برگشت در زمین خودی و حریف به میدان می‌روند، به این ترتیب هر تیم ۳۰ بازی انجام خواهد داد. پیروزی در هر دیدار سه امتیاز و تساوی یک امتیاز برای تیم میزبان و یک امتیاز برای تیم میهمان دارد، در حالی که برای شکست امتیازی در نظر گرفته نمی‌شود. به این ترتیب هر تیمی که بیشترین امتیاز را در طول فصل کسب کند به‌عنوان قهرمان شناخته می‌شود، و دو تیم پایانی جدول رده‌بندی به لیگ آزادگان سقوط می‌کنند.
همچنین در مواردی که امتیازها مساوی شوند تفاضل گل و در صورت برابر بودن مقدار تفاضل گل، تعداد گل‌های زده ترتیب جدول رده‌بندی را مشخص می‌کند.

#### گزینش برای لیگ قهرمانان آسیا
- از سال ۱۳۸۷ تا سال ۱۳۹۰ چهار تیم از ایران به‌طور مستقیم در مرحلهٔ گروهی لیگ قهرمانان آسیا حضور داشتند.
- در سال ۱۳۹۰ چهار سهمیهٔ مستقیم ایران، به دو سهمیهٔ مستقیم و دو سهمیه در پلی‌آف تغییر یافت.
- در سال ۱۳۹۱ سهمیه‌های ایران به سه سهمیهٔ مستقیم و یک سهمیهٔ پلی‌آف تغییر پیدا کرد.
- در سال ۱۳۹۷ سه سهمیهٔ مستقیم و یک سهمیهٔ پلی‌آف ایران، به دو سهمیهٔ مستقیم و دو سهمیه در پلی‌آف تغییر یافت.
- در سال ۱۴۰۲ باتوجه به تغییر سبک مسابقات آسیایی از لیگ قهرمانان آسیا به لیگ نخبگان آسیا و لیگ قهرمانان آسیا ۲ سهمیه باشگاه‌های ایران به ۲سهمیه مستقیم و یک سهمیهٔ پلی‌آف ایران، و یک سهمیه مستقیم به لیگ قهرمانان آسیا ۲ تغییر یافت که در صورت شکست نماینده ایران در مسابقه پلی‌آف نماینده ایران به مرحله گروهی لیگ۲ آسیا می‌رود.
- در سال ۱۴۰۳ با توجه به عملکرد تیم‌های ایرانی در لیگ قهرمانان آسیا و قرارگرفتن لیگ برتر ایران در جایگاه ششم لیگ‌های آسیایی سهمیه ایران برای دو فصل آینده لیگ نخبگان آسیا ۲۶-۲۰۲۵ و لیگ نخبگان آسیا ۲۷-۲۰۲۶ از ۲+۱ به ۱+۱ کاهش یافت. به این ترتیب ایران یک سهمیه مستقیم لیگ نخبگان آسیا دارد و یک سهمیه حضور در مسابقات پلی‌اف [ذ] و یک سهمیه مستقیم به مرحله گروهی لیگ۲ قهرمانان آسیا خواهد بود.[۴][۵]

### حامیان مالی
- شرکت سان استار حامی مالی در ازای تبلیغات در دورهٔ چهاردهم لیگ خلیج فارس.
- شرکت ام‌تی‌ان ایرانسل حامی مالی در ازای استفاده از نام جام ایرانسل در کنار نام خلیج فارس، در دورهٔ یازدهم لیگ خلیج فارس.
- شرکت آل‌اشپورت حامی مالی در ازای استفاده از توپ‌های فوتبال تولیدی این شرکت در مسابقات و کنفرانس‌های مطبوعاتی قبل و بعد از بازی‌ها، در دورهٔ دهم و یازدهم لیگ خلیج فارس.

### نشان‌واره

تا فصل ۹۳–۱۳۹۲
از فصل ۹۴–۱۳۹۳

## پوشش تصویری
مسئولیت پخش زنده بازی‌های تیم‌های استقلال و پرسپولیس همواره برعهده شبکهٔ سه سیما است و حتی اگر این دو تیم در رقابت قهرمانی نیز نباشند بازیهای آنها توسط این شبکه پخش می‌شود، بازیهای این دو تیم علاوه بر شبکه سه از شبکه جام‌جم که شبکه برون‌مرزی سیما برای ایرانیان خارج از کشور است پوشش داده می‌شود. شبکه اصلی پخش بازیهای دیگر تیم‌های حاضر در لیگ، شبکه استانی مربوط به تیم میزبان است و درصورت حایز اهمیت بودن بازی، شبکه ورزش سیما، شبکه جام‌جم و شبکه استانی تیم میهمان نیز آن را پوشش می‌دهند.
همچنین پخش آنلاین مسابقات لیگ برتر توسط سایت صدا و سیمای جمهوری اسلامی ایران و سایت تلوبیون صورت می‌گیرد.

## بازیکنان

### بازیکنان خارجی
هر تیم به‌طور همزمان اجازه استفاده از چهار بازیکن خارجی در هر یک از دیدارهای لیگ خلیج فارس را دارد و در صورت استفاده بیش از چهار بازیکن، از طرف سازمان لیگ برتر و کمیته انضباطی فدراسیون فوتبال ایران متخلف اعلام شده و جریمه می‌شود. از آغاز دورهٔ هشتم و نهم لیگ، بستن قرارداد جدید با دروازه‌بان‌های خارجی ممنوع اعلام شده بود، اما به دلیل انتقادات فراوان کارشناسان فوتبال و درخواست تعداد زیادی از مربیان تیم‌های لیگ برتری برای تغییر این قانون، از ابتدای دورهٔ دوازدهم لیگ برتر به بعد، سازمان لیگ برتر فوتبال با ایجاد تغییراتی در این قانون، ضمن موافقت با درخواست مربیان مبنی بر لغو ممنوعیت جذب دروازه‌بان خارجی، تیم‌های لیگ برتری را ملزم به جذب دروازه‌بان‌های ملی‌پوش خارجی کرد.
در آغاز دوره بیستم تیم‌ها حق بستن قرارداد با بازیکنان جدید خارجی را نداشتند و فقط با بازیکنان خارجی فصل قبل خود می‌توانستند فصل را شروع کنند.

### محرومیت
هر بازیکن بلافاصله بعد از دریافت چهار کارت زرد یا یک کارت قرمز در طی یک دوره از برگزاری رقابت‌ها مشمول محرومیت از حضور در دیدار بعدی می‌گردد و در صورت ایجاد تشنج یا درگیری‌های شدید در میدان‌های فوتبال به کمیته انضباطی فدراسیون فوتبال احضار شده و در شرایطی که توضیحاتش به این کمیته قابل قبول و منطقی نباشد، مشمول جریمه‌های دیگری (از قبیل جریمه‌های نقدی و محرومیت از چند بازی بعدی) نیز می‌گردد. اگر بازیکنی در آخرین بازی فصل کارت قرمز دریافت کند اولین بازی فصل بعدی را از دست خواهد داد ولی کارت‌های زرد به فصل بعدی موکول نمی‌شود.
در ادوار گذشته محرومیت با تعداد کارت زرد متفاوت بوده است که در جدول زیر به آن پرداخته شده است.
| محرومیت بازیکنان با تعداد کارت زرد در ادوار لیگ برتر | محرومیت بازیکنان با تعداد کارت زرد در ادوار لیگ برتر | محرومیت بازیکنان با تعداد کارت زرد در ادوار لیگ برتر | محرومیت بازیکنان با تعداد کارت زرد در ادوار لیگ برتر |                                                     |
| از                                                   | تا                                                   | تعداد اخطار                                          | تعداد بازی محرومیت                                   | زیرنویس                                             |
| ---------------------------------------------------- | ---------------------------------------------------- | ---------------------------------------------------- | ---------------------------------------------------- | --------------------------------------------------- |
| ۱۳۸۰                                                 | ۱۳۸۵                                                 | ۲ کارت زرد                                           | یک بازی                                              | تمام محرومیت‌ها با دو اخطار                          |
| ۱۳۸۶                                                 | ۱۳۹۶                                                 | ۳ کارت زرد                                           | یک بازی                                              | محرومیت اول با سه اخطار و محرومیت دوم با دو اخطار   |
| ۱۳۹۵                                                 | ۱۳۹۶                                                 | ۳ کارت زرد                                           | یک بازی                                              | محرومیت اول و دوم با سه اخطار                       |
| ۱۳۹۷                                                 | اکنون                                                | ۴ کارت زرد                                           | یک بازی                                              | محرومیت اول با چهار اخطار و محرومیت دوم با سه اخطار |

## نتایج خاص
| بازیهای پرگل در تاریخ لیگ برتر بر مبنای تعداد گل در یک بازی |                     |                     |                |            |                    |
| #                                                           | تیم میزبان          | تیم میهمان          | جمع گل‌های بازی | هفته‌ها     | لیگ                |
| ۱                                                           | ابومسلم مشهد ۹      | استقلال رشت ۲       | ۱۱             | هفته ۲۶    | اول                |
| ۲                                                           | پرسپولیس تهران ۸    | پگاه گیلان ۲        | ۱۰             | هفته ۱     | سوم                |
| ۳                                                           | سایپا تهران ۵       | فولاد خوزستان ۵     | ۱۰             | هفته ۱۲    | دهم                |
| ۴                                                           | ذوب‌آهن اصفهان ۶     | سایپا تهران ۳       | ۹              | هفته ۹     | هشتم               |
| ۵                                                           | صبا باتری تهران ۴   | برق شیراز ۴         | ۸              | هفته ۱۳    | چهارم              |
| ۶                                                           | پاس تهران ۷         | فولاد خوزستان ۱     | ۸              | هفته ۲۴    | پنجم               |
| ۷                                                           | پاس تهران ۴         | سپاهان اصفهان ۴     | ۸              | هفته ۲۷    | پنجم               |
| ۸                                                           | مس کرمان ۲          | استیل آذین تهران ۶  | ۸              | هفته ۱۶    | نهم                |
| ۹                                                           | استقلال اهواز ۴     | سایپا تهران ۴       | ۸              | هفته ۳۲    | نهم                |
| ۱۰                                                          | صبای قم ۴           | شهرداری تبریز ۴     | ۸              | هفته ۶     | دهم                |
| ۱۱                                                          | استقلال تهران ۶     | نفت آبادان ۲        | ۸              | هفته ۳۱    | دهم                |
| ۱۲                                                          | داماش گیلان ۵       | پیکان تهران ۳       | ۸              | هفته ۳     | دوازدهم            |
| ۱۳                                                          | نفت آبادان ۲        | نفت تهران ۶         | ۸              | هفته ۴     | دوازدهم            |
| ۱۴                                                          | استقلال خوزستان ۴   | استقلال تهران ۴     | ۸              | هفته ۱۷    | چهاردهم            |
| ۱۵                                                          | ذوب‌آهن اصفهان ۵     | نفت تهران ۳         | ۸              | هفته ۲۶    | چهاردهم            |
| ۱۶                                                          | تراکتور تبریز ۴     | ذوب‌آهن اصفهان ۴     | ۸              | هفته ۱۰    | پانزدهم            |
| ۱۷                                                          | استقلال تهران ۷     | تراکتور تبریز ۱     | ۸              | هفته ۳۰    | بیست و دوم         |
| ۱۸                                                          | پرسپولیس تهران ۴    | استقلال خوزستان ۳   | ۷              | هفته ۲۸    | بیست و سوم         |
| بردهای پرگل در تاریخ لیگ برتر بر مبنای تفاضل                |                     |                     |                |            |                    |
| #                                                           | تیم میزبان          | تیم میهمان          | تفاضل          | هفته‌ها     | لیگ                |
| ۱                                                           | ابومسلم مشهد ۹      | استقلال رشت ۲       | ۷              | هفته ۲۶    | اول                |
| ۲                                                           | پرسپولیس تهران ۸    | پگاه گیلان ۲        | ۶              | هفته ۱     | سوم                |
| ۳                                                           | پاس تهران ۷         | فولاد خوزستان ۱     | ۶              | هفته ۲۴    | پنجم               |
| ۴                                                           | استقلال تهران ۷     | تراکتور تبریز ۱     | ۶              | هفته ۳۰    | بیست و دوم         |
| ۵                                                           | استقلال اهواز ۶     | شموشک نوشهر ۰       | ۶              | هفته ۱۵    | چهارم              |
| ۶                                                           | پرسپولیس تهران ۶    | پگاه گیلان ۰        | ۶              | هفته ۲۶    | چهارم              |
| ۷                                                           | سایپا تهران ۶       | برق شیراز ۰         | ۶              | هفته ۷     | پنجم               |
| ۸                                                           | استقلال تهران ۶     | استقلال اهواز ۰     | ۶              | هفته ۷     | هشتم               |
| ۹                                                           | فولاد خوزستان ۶     | پیکان قزوین ۰       | ۶              | هفته ۹     | دهم                |
| ۱۰                                                          | ذوب‌آهن اصفهان ۶     | نفت آبادان ۰        | ۶              | هفته ۲۳    | دهم                |
| ۱۱                                                          | پرسپولیس تهران ۶    | پیکان تهران ۰       | ۶              | هفته ۱۴    | دوازدهم            |
| ۱۲                                                          | فجرسپاسی شیراز ۶    | آلومینیوم هرمزگان ۰ | ۶              | هفته ۲۸    | دوازدهم            |
| ۱۳                                                          | ذوب‌آهن اصفهان ۶     | نفت آبادان ۰        | ۶              | هفته ۳۳    | دوازدهم            |
| ۱۴                                                          | مس کرمان ۰          | پرسپولیس تهران ۶    | ۶              | هفته ۱۸    | سیزدهم             |
| ۱۵                                                          | ذوب‌آهن اصفهان ۶     | استقلال خوزستان ۰   | ۶              | هفته ۶     | هفدهم              |
| ۱۶                                                          | تراکتورسازی تبریز ۶ | استقلال خوزستان ۰   | ۶              | هفته ۸     | هجدهم              |
| مساوی‌های پر گل در تاریخ لیگ برتر                            |                     |                     |                |            |                    |
| #                                                           | تیم میزبان          | تیم میهمان          | نتیجه تساوی    | هفته‌ها     | لیگ                |
| ۱                                                           | سایپا تهران         | فولاد خوزستان       | ۵–۵            | هفته ۱۲    | دهم                |
| ۲                                                           | تراکتورسازی تبریز   | ذوب‌آهن اصفهان       | ۴–۴            | هفته ۱۰    | پانزدهم            |
| ۳                                                           | استقلال خوزستان     | استقلال تهران       | ۴–۴            | هفته ۱۷    | چهاردهم            |
| ۴                                                           | صبای قم             | شهرداری تبریز       | ۴–۴            | هفته ۰۶    | دهم                |
| ۵                                                           | استقلال اهواز       | سایپا تهران         | ۴–۴            | هفته ۳۲    | نهم                |
| ۶                                                           | پاس تهران           | سپاهان اصفهان       | ۴–۴            | هفته ۲۷    | پنجم               |
| ۷                                                           | صبا باتری تهران     | برق شیراز           | ۴–۴            | هفته ۱۳    | چهارم              |
| پر گل‌ترین هفته‌های تاریخ لیگ برتر                            |                     |                     |                |            |                    |
| #                                                           | هفته‌ها              | لیگ                 | جمع گل‌های هفته | تعداد بازی | میانگین گل زده شده |
| ۱                                                           | هفته ۵              | یازدهم              | ۳۶             | ۹          | ۴                  |
| ۲                                                           | هفته ۱۲             | هشتم                | ۳۴             | ۹          | ۳٫۷۷               |
| ۳                                                           | هفته ۳۰             | بیست و دوم          | ۳۴             | ۸          | ۴٫۲۵               |
| ۴                                                           | هفته ۲۶             | نهم                 | ۳۳             | ۹          | ۳٫۶۶               |
| ۵                                                           | هفته ۳۰             | پنجم                | ۳۳             | ۸          | ۴٫۱۳               |
| ۶                                                           | هفته ۱۶             | نهم                 | ۳۲             | ۹          | ۳٫۵۵               |
| ۷                                                           | هفته ۱۴             | هشتم                | ۳۲             | ۹          | ۳٫۵۵               |
| ۸                                                           | هفته ۲۸             | دوازدهم             | ۳۱             | ۹          | ۳٫۴۴               |
| ۹                                                           | هفته ۲۹             | دهم                 | ۳۱             | ۹          | ۳٫۴۴               |
| ۱۰                                                          | هفته ۲۰             | ششم                 | ۳۱             | ۸          | ۳٫۸۷               |
| ۱۱                                                          | هفته ۱              | سوم                 | ۳۱             | ۷          | ۴٫۴۳               |
| کم گل‌ترین هفته‌های تاریخ لیگ برتر                            |                     |                     |                |            |                    |
| #                                                           | هفته‌ها              | لیگ                 | جمع گل‌های هفته | تعداد بازی | میانگین گل زده شده |
| ۱                                                           | هفته ۲۵             | سیزدهم              | ۶              | ۸          | ۰٫۷۵               |
| ۱                                                           | هفته ۱۶             | بیست و سوم          | ۶              | ۸          | ۰٫۷۵               |
| ۱                                                           | هفته ۶              | بیست و چهارم        | ۶              | ۸          | ۰٫۷۵               |
| ۲                                                           | هفته ۱۹             | سوم                 | ۷              | ۷          | ۱                  |
| ۲                                                           | هفته ۲۱             | اول                 | ۷              | ۷          | ۱                  |
| ۳                                                           | هفته ۳              | هجدهم               | ۸              | ۸          | ۱                  |
| ۴                                                           | هفته ۲۴             | دوازدهم             | ۸              | ۹          | ۰٫۸۹               |
| ۵                                                           | هفته ۶              | دوم                 | ۸              | ۷          | ۱٫۱۴               |
| ۵                                                           | هفته ۷              | اول                 | ۸              | ۷          | ۱٫۱۴               |
| ۶                                                           | هفته ۱۸             | شانزدهم             | ۹              | ۸          | ۱٫۱۲               |
| ۶                                                           | هفته ۲۰             | سیزدهم              | ۹              | ۸          | ۱٫۱۲               |
| ۶                                                           | هفته ۱۳             | بیست و دوم          | ۹              | ۸          | ۱٫۱۲               |
| ۷                                                           | هفته ۹              | اول                 | ۹              | ۷          | ۱٫۲۸               |

### بازی‌های برگزار نشده و نیمه تمام
| # | لیگ      | هفته‌ها  | نتیجه کمیته انضباطی                | دلیل نیمه تمام ماندن بازی |
| - | -------- | ------- | ---------------------------------- | ------------------------- |
| ۹ | بیست یکم | هفته ۲۸ | تراکتور ۰–۳ پرسپولیس تهران         | [ ر ]                     |
| ۸ | نوزدهم   | هفته ۲۰ | سپاهان ۰–۳ پرسپولیس تهران          | [ ز ]                     |
| ۷ | هجدهم    | هفته ۷  | نفت آبادان ۰–۳ پیکان تهران         | [ ژ ]                     |
| ۶ | یازدهم   | هفته ۲۹ | پرسپولیس تهران ۰–۳ داماش گیلان     | [ س ]                     |
| ۵ | نهم      | هفته ۹  | شاهین بوشهر ۳–۰ پاس همدان          | [ ش ]                     |
| ۴ | نهم      | هفته ۳۰ | ابومسلم مشهد ۳–۰ تراکتورسازی تبریز | [ ص ]                     |
| ۳ | ششم      | هفته ۲  | فجرسپاسی شیراز ۰–۳ پاس تهران       | [ ض ]                     |
| ۲ | پنجم     | هفته ۲۴ | برق شیراز ۳–۰ شموشک نوشهر          | [ ط ]                     |
| ۱ | سوم      | هفته ۱۱ | ابومسلم مشهد ۳–۰ شموشک نوشهر       | [ ظ ]                     |

## آمارها

### بازیکنان قهرمان
| # | بازیکن قهرمان    | باشگاه(ها)                             | تعداد قهرمانی |
| - | ---------------- | -------------------------------------- | ------------- |
| ۱ | سید جلال حسینی   | سایپا (۱)، سپاهان (۳)، پرسپولیس (۵)    | ۹             |
| ۲ | علیرضا بیرانوند  | پرسپولیس (۶)، تراکتور (۱)              | ۷             |
| ۳ | کمال کامیابی‌نیا  | پرسپولیس                               | ۶             |
| ۳ | وحید امیری       | پرسپولیس                               | ۶             |
| ۳ | امید عالیشاه     | پرسپولیس                               | ۶             |
| ۳ | مهدی ترابی       | پرسپولیس (۵)، تراکتور (۱)              | ۶             |
| ۴ | محرم نویدکیا     | سپاهان                                 | ۵             |
| ۴ | بوژیدار رادوشویچ | پرسپولیس                               | ۵             |
| ۴ | سیامک نعمتی      | پرسپولیس                               | ۵             |
| ۴ | سروش رفیعی       | فولاد خوزستان (۱)، پرسپولیس (۴)        | ۵             |
| ۴ | شجاع خلیل‌زاده    | سپاهان (۱)، پرسپولیس (۳)، تراکتور(۱)   | ۵             |
| ۴ | مهدی شیری        | استقلال (۱)، پرسپولیس (۳)، تراکتور (۱) | ۵             |
| ۵ | سیدمهدی رحمتی    | استقلال (۲)، سپاهان (۲)                | ۴             |
| ۵ | هاشم بیک‌زاده     | استقلال (۲)، سپاهان (۲)                | ۴             |
| ۵ | رحمان احمدی      | سایپا (۱)، سپاهان (۳)                  | ۴             |
| ۵ | حسین پاپی        | سپاهان                                 | ۴             |
| ۵ | علی علیپور       | پرسپولیس                               | ۴             |
| ۵ | محمد انصاری      | پرسپولیس                               | ۴             |
| ۵ | محسن ربیع‌خواه    | پرسپولیس                               | ۴             |
| ۵ | احمد نوراللهی    | پرسپولیس                               | ۴             |

### قهرمانی‌های متوالی
تیم فوتبال پرسپولیس با پنج قهرمانی متوالی و تیم فوتبال سپاهان با سه قهرمانی متوالی، از رکورداران قهرمانی متوالی در ادوار لیگ ایران هستند.

#### جدول رکورد داران قهرمانی‌های متوالی ادوار لیگ فوتبال ایران
| # | تیم            | دو قهرمانی متوالی | سه قهرمانی متوالی | چهار قهرمانی متوالی | پنج قهرمانی متوالی |
| - | -------------- | ----------------- | ----------------- | ------------------- | ------------------ |
| ۱ | پرسپولیس تهران | ۳                 | ۰                 | ۰                   | ۱                  |
| ۲ | سپاهان اصفهان  | ۰                 | ۱                 | ۰                   | ۰                  |

### قهرمانی زود هنگام
| # | تیم            | فصل     | تعداد هفته‌های باقی مانده |
| - | -------------- | ------- | ------------------------ |
| ۱ | پرسپولیس تهران | ۹۹–۱۳۹۸ | ۴                        |
| ۲ | سپاهان اصفهان  | ۸۲–۱۳۸۱ | ۳                        |
| ۳ | پرسپولیس تهران | ۹۶–۱۳۹۵ | ۳                        |
| ۴ | پرسپولیس تهران | ۹۷–۱۳۹۶ | ۳                        |
| ۵ | استقلال تهران  | ۰۱–۱۴۰۰ | ۳                        |

## تفکیک دوره‌ها بر اساس میانگین گل
تا پایان بیست و سومین دوره لیگ برتر ۵٬۹۸۲ بازی در این مسابقات انجام شده و ۱۳٬۲۳۲ گل به ثمر رسیده است که میانگین ۲٬۲۱ گل در هر بازی می‌باشد. به‌جز دوره هجدهم، بیستم و بیست و یکم و بیست چهارم لیگ برتر در بقیه ادوار لیگ، میانگین به ثمر رسیدن حداقل دو گل در این بازی‌ها به ثبت رسیده است.
| #     | دوره         | فصل     | تعداد گل | تعداد بازی | میانگین |
| ----- | ------------ | ------- | -------- | ---------- | ------- |
| ۱     | نهم          | ۸۹–۸۸   | ۷۸۲      | ۳۰۶        | ۲٫۵۶    |
| ۲     | هشتم         | ۸۸–۸۷   | ۷۸۱      | ۳۰۶        | ۲٫۵۵    |
| ۳     | سوم          | ۸۳–۸۲   | ۴۵۹      | ۱۸۲        | ۲٫۵۲    |
| ۴     | دهم          | ۹۰–۸۹   | ۷۴۲      | ۳۰۶        | ۲٫۴۲    |
| ۵     | هفتم         | ۸۷–۸۶   | ۷۲۱      | ۳۰۶        | ۲٫۳۶    |
| ۶     | یازدهم       | ۹۱–۹۰   | ۷۲۰      | ۳۰۶        | ۲٫۳۵    |
| ۷     | ششم          | ۸۶–۸۵   | ۵۶۱      | ۲۴۰        | ۲٫۳۴    |
| ۸     | چهارم        | ۸۴–۸۳   | ۵۴۶      | ۲۴۰        | ۲٫۲۸    |
| ۹     | پنجم         | ۸۵–۸۴   | ۵۴۱      | ۲۴۰        | ۲٫۲۵    |
| ۱۰    | دوازدهم      | ۹۲–۹۱   | ۶۸۶      | ۳۰۶        | ۲٫۲۴    |
| ۱۱    | چهاردهم      | ۹۴–۹۳   | ۵۳۶      | ۲۴۰        | ۲٫۲۳    |
| ۱۲    | دوم          | ۸۲–۸۱   | ۴۰۲      | ۱۸۲        | ۲٫۲۱    |
| ۱۳    | بیست و سوم   | ۰۳–۱۴۰۲ | ۵۲۲      | ۲۴۰        | ۲٫۱۸    |
| ۱۴    | هفدهم        | ۹۷–۹۶   | ۵۱۲      | ۲۴۰        | ۲٫۱۳    |
| ۱۵    | شانزدهم      | ۹۶–۹۵   | ۵۰۴      | ۲۴۰        | ۲٫۱۰    |
| ۱۶    | نوزدهم       | ۹۹–۹۸   | ۵۰۳      | ۲۴۰        | ۲٫۱۰    |
| ۱۷    | اول          | ۸۱–۸۰   | ۳۸۱      | ۱۸۲        | ۲٫۰۹    |
| ۱۸    | پانزدهم      | ۹۵–۹۴   | ۵۰۲      | ۲۴۰        | ۲٫۰۹    |
| ۱۹    | سیزدهم       | ۹۳–۹۲   | ۴۹۳      | ۲۴۰        | ۲٫۰۵    |
| ۲۰    | بیست و دوم   | ۰۲–۰۱   | ۴۸۰      | ۲۴۰        | ۲٫۰۰    |
| ۲۱    | بیستم        | ۰۰–۹۹   | ۴۷۶      | ۲۴۰        | ۱٫۹۸    |
| ۲۲    | هجدهم        | ۹۸–۹۷   | ۴۷۴      | ۲۴۰        | ۱٫۹۸    |
| ۲۳    | بیست و چهارم | ۰۴–۱۴۰۳ | ۴۷۴      | ۲۴۰        | ۱٫۹۸    |
| ۲۴    | بیست و یکم   | ۰۱–۰۰   | ۴۳۴      | ۲۴۰        | ۱٫۸۱    |
| مجموع | مجموع        | مجموع   | ۱۳۲۳۲    | ۵۹۸۲       | ۲٬۲۱    |

منبع:

## تفکیک تیم‌ها بر اساس تعداد بازی گل‌زده
| برترین تیم‌ها از نظر تعداد بازی گل زده در پایان یک فصل   |              |                 |                   |                                   |      |
| #                                                       | دوره         | تیم             | تعداد بازی هر فصل | تعداد بازی که در هر فصل گل زده‌اند | درصد |
| ۱                                                       | پانزدهم      | پرسپولیس تهران  | ۳۰                | ۲۹                                | ۹۷٪  |
| ۲                                                       | یازدهم       | استقلال تهران   | ۳۴                | ۳۲                                | ۹۴٪  |
| ۳                                                       | شانزدهم      | استقلال تهران   | ۳۰                | ۲۸                                | ۹۳٪  |
| ۳                                                       | بیست و چهارم | سپاهان          | ۳۰                | ۲۸                                | ۹۳٪  |
| ۴                                                       | سوم          | استقلال تهران   | ۲۶                | ۲۴                                | ۹۲٪  |
| ۵                                                       | هفتم         | استقلال اهواز   | ۳۴                | ۳۱                                | ۹۱٪  |
| ۶                                                       | نهم          | پرسپولیس تهران  | ۳۴                | ۳۱                                | ۹۱٪  |
| ۷                                                       | چهارم        | پاس تهران       | ۳۰                | ۲۷                                | ۹۰٪  |
| ۸                                                       | چهاردهم      | تراکتور تبریز   | ۳۰                | ۲۷                                | ۹۰٪  |
| ۹                                                       | چهاردهم      | نفت تهران       | ۳۰                | ۲۷                                | ۹۰٪  |
| ۱۰                                                      | بیست و چهارم | پرسپولیس        | ۳۰                | ۲۶                                | ۸۷٪  |
| ۱۰                                                      | بیست و چهارم | تراکتور         | ۳۰                | ۲۶                                | ۸۷٪  |
| ضعیف‌ترین تیم‌ها از نظر تعداد بازی گل زده در پایان یک فصل |              |                 |                   |                                   |      |
| #                                                       | دوره         | تیم             | ت. ب فصل          | تعداد بازی گل‌زده                  | درصد |
| ۱                                                       | اول          | تراکتور تبریز   | ۲۶                | ۸                                 | ۳۱٪  |
| ۲                                                       | اول          | فجرسپاسی شیراز  | ۲۶                | ۱۰                                | ۳۸٪  |
| ۳                                                       | بیست و دوم   | پیکان تهران     | ۳۰                | ۱۱                                | ۳۶٪  |
| ۳                                                       | بیست و چهارم | هوادار          | ۳۰                | ۱۱                                | ۳۶٪  |
| ۴                                                       | دوم          | ملوان انزلی     | ۲۶                | ۱۱                                | ۴۲٪  |
| ۵                                                       | سیزدهم       | فجرسپاسی شیراز  | ۳۰                | ۱۲                                | ۴۰٪  |
| ۵                                                       | بیست و چهارم | نساجی           | ۳۰                | ۱۲                                | ۴۰٪  |
| ۶                                                       | چهارم        | پگاه گیلان      | ۳۰                | ۱۳                                | ۴۳٪  |
| ۷                                                       | چهاردهم      | پیکان تهران     | ۳۰                | ۱۳                                | ۴۳٪  |
| ۸                                                       | پانزدهم      | راه‌آهن تهران    | ۳۰                | ۱۳                                | ۴۳٪  |
| ۹                                                       | شانزدهم      | ماشین‌سازی تبریز | ۳۰                | ۱۳                                | ۴۳٪  |
| ۱۰                                                      | هجدهم        | نفت مسجدسلیمان  | ۳۰                | ۱۳                                | ۴۳٪  |
| ۱۱                                                      | بیست و دوم   | نفت مسجدسلیمان  | ۳۰                | ۱۳                                | ۴۳٪  |

### بیشترین تعداد بازی گل‌زده در مجموع ادوار لیگ برتر
در مجموع ادوار لیگ برتر استقلال و پرسپولیس با گلزنی در ۵۳۴ بازی بیش از هر تیمی موفق به گلزنی شده‌اند. تیم سپاهان و ذوب‌آهن هم در رده‌های بعدی این جدول هستند.
| #  | تیم            | تعداد بازیهایی که گل زده‌اند | تعداد گلهای زده |
| -- | -------------- | --------------------------- | --------------- |
| ۱  | استقلال تهران  | ۵۳۴ بازی                    | ۱۰۶۵            |
| ۲  | پرسپولیس تهران | ۵۳۴ بازی                    | ۱۰۴۶            |
| ۳  | سپاهان اصفهان  | ۵۲۳ بازی                    | ۱۰۷۲            |
| ۴  | ذوب‌آهن اصفهان  | ۴۶۶ بازی                    | ۸۴۹             |
| ۵  | فولاد خوزستان  | ۴۴۱ بازی                    | ۷۷۵             |
| ۶  | سایپا تهران    | ۳۷۲ بازی                    | ۶۶۰             |
| ۷  | تراکتور تبریز  | ۳۴۰ بازی                    | ۶۹۰             |
| ۸  | پیکان تهران    | ۳۲۴ بازی                    | ۵۷۲             |
| ۹  | ملوان انزلی    | ۳۱۲ بازی                    | ۴۸۸             |
| ۱۰ | صبای قم        | ۲۸۸ بازی                    | ۴۶۸             |

نکته: در این جدول تیم‌هایی ذکر شده‌اند که حداقل در ۲۵۰ بازی از بازی‌های لیگ برتر موفق به گلزنی شده‌اند.
تاریخ به روز رسانی:پایان لیگ بیست و چهارم

## تفکیک تیم‌ها بر اساس کلین‌شیت
باشگاه پرسپولیس با ثبت ۳۰۹ کلین‌شیت تا پایان بیستمین و چهارمین دوره لیگ برتر بهترین عملکرد را در این زمینه داشته است. باشگاه استقلال با پنج کلین شیت کمتر در رده دوم قرار گرفته است و همچنین باشگاه سپاهان ۲۸۷ کلین‌شیت در رتبهٔ سوم این رده‌بندی قرار دارد.
| بیشترین تعداد کلین‌شیت در مجموع ادوار لیگ برتر                          |                   |                 |                        |               |
| این جدول شامل تیم‌هایی است که حداقل ۱۰۰ کلین‌شیت در لیگ برتر ثبت کرده‌اند |                   |                 |                        |               |
| #                                                                      | تیم               | تعداد کلین شیت  | تعداد بازی در لیگ برتر | درصد کلین شیت |
| ۱                                                                      | پرسپولیس تهران    | ۳۰۹             | ۷۳۲                    | ۴۳٪           |
| ۲                                                                      | استقلال تهران     | ۳۰۴             | ۷۳۲                    | ۴۲٪           |
| ۳                                                                      | سپاهان اصفهان     | ۲۸۷             | ۷۳۲                    | ۳۹٪           |
| ۴                                                                      | فولاد خوزستان     | ۲۶۱             | ۶۹۸                    | ۳۷٪           |
| ۵                                                                      | ذوب‌آهن اصفهان     | ۲۵۹             | ۷۳۲                    | ۳۵٪           |
| ۶                                                                      | تراکتورسازی تبریز | ۱۹۸             | ۵۲۲                    | ۳۶٪           |
| ۷                                                                      | سایپا تهران       | ۱۸۶             | ۶۱۲                    | ۳۰٪           |
| ۸                                                                      | پیکان تهران       | ۱۷۶             | ۵۷۸                    | ۳۰٪           |
| ۹                                                                      | ملوان انزلی       | ۱۶۰             | ۵۲۶                    | ۳۰٪           |
| ۱۰                                                                     | صبای قم           | ۱۲۷             | ۴۱۴                    | ۳۱٪           |
| از نظر تعداد کلین‌شیت در پایان یک فصل                                   |                   |                 |                        |               |
| #                                                                      | دوره              | تیم             | تعداد کلین‌شیت          | تعداد بازی    |
| ۱                                                                      | بیست و یکم        | استقلال تهران   | ۲۱                     | ۳۰            |
| ۲                                                                      | دوازدهم           | استقلال تهران   | ۲۱                     | ۳۴            |
| ۳                                                                      | شانزدهم           | پرسپولیس تهران  | ۲۰                     | ۳۰            |
| ۴                                                                      | دوازدهم           | مس کرمان        | ۱۹                     | ۳۴            |
| ۵                                                                      | هجدهم             | استقلال تهران   | ۱۹                     | ۳۰            |
| ۶                                                                      | بیست و دوم        | پرسپولیس تهران  | ۱۹                     | ۳۰            |
| ۷                                                                      | بیست و سوم        | استقلال         | ۱۹                     | ۳۰            |
| ۸                                                                      | بیست و سوم        | تراکتور         | ۱۸                     | ۳۰            |
| ۸                                                                      | سیزدهم            | پرسپولیس تهران  | ۱۸                     | ۳۰            |
| ۸                                                                      | هفدهم             | پرسپولیس تهران  | ۱۸                     | ۳۰            |
| ۸                                                                      | هجدهم             | پرسپولیس تهران  | ۱۸                     | ۳۰            |
| ۸                                                                      | بیستم             | پرسپولیس تهران  | ۱۸                     | ۳۰            |
| ۹                                                                      | بیست و دوم        | مس رفسنجان      | ۱۸                     | ۳۰            |
| ضعیف‌ترین تیم‌ها از نظر تعداد کلین‌شیت                                    |                   |                 |                        |               |
| #                                                                      | دوره              | تیم             | تعداد کلین‌شیت          | تعداد بازی    |
| ۱                                                                      | هشتم              | برق شیراز       | ۳                      | ۳۴            |
| ۲                                                                      | بیست و سوم        | صنعت نفت        | ۳                      | ۳۰            |
| ۲                                                                      | بیست و سوم        | استقلال خوزستان | ۳                      | ۳۰            |
| ۳                                                                      | هشتم              | داماش گیلان     | ۴                      | ۳۴            |
| ۴                                                                      | ششم               | برق شیراز       | ۴                      | ۳۰            |
| ۵                                                                      | پانزدهم           | استقلال اهواز   | ۴                      | ۳۰            |
| ۶                                                                      | سوم               | سایپا تهران     | ۴                      | ۲۶            |

## بهترین و بدترین

### کسب امتیاز
| برترین امتیازها   |              |                     |        |      |         |
| #                 | دوره         | تیم                 | امتیاز | بازی | میانگین |
| ۱                 | بیست و یکم   | استقلال تهران       | ۶۸     | ۳۰   | ۲٫۲۶    |
| ۱                 | بیست و چهارم | تراکتور تبریز       | ۶۸     | ۳۰   | ۲٫۲۶    |
| ۱                 | بیست و سوم   | پرسپولیس تهران      | ۶۸     | ۳۰   | ۲٫۲۶    |
| ۳                 | نوزدهم       | پرسپولیس تهران      | ۶۷     | ۳۰   | ۲٫۲۳    |
| ۳                 | بیست و دوم   | پرسپولیس تهران      | ۶۷     | ۳۰   | ۲٫۲۳    |
| ۳                 | بیست و سوم   | استقلال تهران       | ۶۷     | ۳۰   | ۲٫۲۳    |
| ۶                 | شانزدهم      | پرسپولیس تهران      | ۶۶     | ۳۰   | ۲٫۲     |
| ۶                 | بیست و دوم   | پرسپولیس تهران      | ۶۶     | ۳۰   | ۲٫۲     |
| ۶                 | یازدهم       | تراکتور تبریز       | ۶۶     | ۳۰   | ۲٫۲     |
| ۹                 | بیستم        | سپاهان اصفهان       | ۶۵     | ۳۰   | ۲٫۱۶    |
| ۹                 | بیست و دوم   | سپاهان اصفهان       | ۶۵     | ۳۰   | ۲٫۱۶    |
| ۹                 | دوازدهم      | تراکتور تبریز       | ۶۵     | ۳۰   | ۲٫۱۶    |
| ۱۲                | چهارم        | فولاد خوزستان       | ۶۴     | ۳۰   | ۲٫۱۳    |
| ۱۲                | هفدهم        | پرسپولیس تهران      | ۶۴     | ۳۰   | ۲٫۱۳    |
| ضعیف‌ترین امتیازها |              |                     |        |      |         |
| #                 | دوره         | تیم                 | امتیاز | بازی | میانگین |
| ۱                 | پانزدهم      | استقلال اهواز       | ۱۳     | ۳۰   | ۰٫۴۳    |
| ۲                 | بیستم        | ماشین‌سازی تبریز     | ۱۴     | ۳۰   | ۰٫۴۷    |
| ۳                 | هفدهم        | سیاه جامگان مشهد    | ۱۵     | ۳۰   | ۰٫۵     |
| ۴                 | شانزدهم      | ماشین‌سازی تبریز     | ۱۶     | ۳۰   | ۰٫۵۳    |
| ۵                 | دوازدهم      | گهر دورود لرستان    | ۱۹     | ۳۴   | ۰٫۵۶    |
| ۶                 | بیست و یکم   | شهر خودرو مشهد      | ۱۷     | ۳۰   | ۰٫۵۷    |
| ۷                 | بیست و یکم   | فجرسپاسی            | ۱۷     | ۳۰   | ۰٫۵۷    |
| ۸                 | هجدهم        | استقلال خوزستان     | ۱۸     | ۳۰   | ۰٫۶     |
| ۹                 | اول          | استقلال رشت         | ۱۶     | ۲۶   | ۰٫۶۲    |
| ۹                 | هفتم         | شیرین فراز کرمانشاه | ۲۱     | ۳۴   | ۰٫۶۲    |
| ۱۱                | بیست و دوم   | نفت مسجدسلیمان      | ۲۰     | ۳۰   | ۰٫۶۶    |

- امتیازهای کسر شده لحاظ نشده است

منبع:

### خط حمله
| برترین خط حمله   |              |                   |       |      |         |
| #                | دوره         | تیم               | گل‌زده | بازی | میانگین |
| ۱                | هشتم         | استقلال تهران     | ۷۰    | ۳۴   | ۲٫۰۶    |
| ۲                | نهم          | سپاهان اصفهان     | ۶۷    | ۳۴   | ۱٫۹۷    |
| ۳                | چهاردهم      | تراکتور تبریز     | ۵۸    | ۳۰   | ۱٫۹۳    |
| ۴                | بیست و چهارم | تراکتور تبریز     | ۵۷    | ۳۰   | ۱/۹     |
| ۵                | سوم          | پاس تهران         | ۴۸    | ۲۶   | ۱٫۸۵    |
| ۶                | نوزدهم       | استقلال تهران     | ۵۵    | ۳۰   | ۱٫۸۳    |
| ۷                | دوم          | سپاهان اصفهان     | ۴۷    | ۲۶   | ۱٫۸     |
| ۷                | سوم          | سپاهان اصفهان     | ۴۷    | ۲۶   | ۱٫۸۱    |
| ۸                | پنجم         | پاس تهران         | ۵۴    | ۳۰   | ۱٫۸۰    |
| ۹                | هفتم         | استقلال اهواز     | ۶۱    | ۳۴   | ۱٫۷۹    |
| ۱۰               | بیست و دوم   | استقلال تهران     | ۵۳    | ۳۰   | ۱٫۷۷    |
| ضعیف‌ترین خط حمله |              |                   |       |      |         |
| #                | دوره         | تیم               | گل‌زده | بازی | میانگین |
| ۱                | بیست و یکم   | فجر سپاسی         | ۱۰    | ۳۰   | ۰٫۳۳    |
| ۲                | بیست و دوم   | پیکان تهران       | ۱۲    | ۳۰   | ۰٫۴۰    |
| ۳                | اول          | تراکتورسازی تبریز | ۱۲    | ۲۶   | ۰٫۴۶    |
| ۴                | بیست و یکم   | نفت مسجدسلیمان    | ۱۴    | ۳۰   | ۰٫۴۷    |
| ۵                | بیست و چهارم | نساجی             | ۱۵    | ۳۰   | ۰٬۵     |
| ۶                | چهاردهم      | پیکان تهران       | ۱۶    | ۳۰   | ۰٫۵۳    |
| ۶                | پانزدهم      | استقلال اهواز     | ۱۶    | ۳۰   | ۰٫۵۳    |
| ۶                | هجدهم        | نفت مسجدسلیمان    | ۱۶    | ۳۰   | ۰٫۵۳    |
| ۷                | اول          | فجرسپاسی شیراز    | ۱۴    | ۲۶   | ۰٫۵۴    |
| ۸                | چهارم        | پگاه گیلان        | ۱۷    | ۳۰   | ۰٫۵۷    |
| ۸                | هفدهم        | سیاه جامگان مشهد  | ۱۷    | ۳۰   | ۰٫۵۷    |
| ۸                | بیست و چهارم | هوادار            | ۱۷    | ۳۰   | ۰٫۵۷    |

منبع:

### خط دفاعی
| برترین خط دفاعی   |            |                  |          |      |         |
| #                 | دوره       | تیم              | گل خورده | بازی | میانگین |
| ۱                 | بیست و یکم | استقلال تهران    | ۱۰       | ۳۰   | ۰/۳۰    |
| ۲                 | هجدهم      | استقلال تهران    | ۱۳       | ۳۰   | ۰٫۴۴    |
| ۲                 | بیست و دوم | پرسپولیس تهران   | ۱۳       | ۳۰   | ۰٫۴۴    |
| ۳                 | پانزدهم    | استقلال خوزستان  | ۱۴       | ۳۰   | ۰٫۴۷    |
| ۳                 | شانزدهم    | پرسپولیس تهران   | ۱۴       | ۳۰   | ۰٫۴۷    |
| ۳                 | هجدهم      | پرسپولیس تهران   | ۱۴       | ۳۰   | ۰٫۴۷    |
| ۳                 | بیستم      | پرسپولیس تهران   | ۱۴       | ۳۰   | ۰٫۴۷    |
| ۴                 | سیزدهم     | پرسپولیس تهران   | ۱۵       | ۳۰   | ۰٫۵۰    |
| ۴                 | هفدهم      | پرسپولیس تهران   | ۱۵       | ۳۰   | ۰٫۵۰    |
| ۴                 | بیست و دوم | آلومینیوم اراک   | ۱۵       | ۳۰   | ۰٫۵۰    |
| ۴                 | بیست و دوم | مس رفسنجان       | ۱۵       | ۳۰   | ۰٫۵۰    |
| ۴                 | بیست و سوم | استقلال تهران    | ۱۵       | ۳۰   | ۰٫۵۰    |
| ضعیف‌ترین خط دفاعی |            |                  |          |      |         |
| #                 | دوره       | تیم              | گل‌خورده  | بازی | میانگین |
| ۱                 | بیست و دوم | نفت مسجدسلیمان   | ۵۹       | ۳۰   | ۱٫۹۶    |
| ۲                 | دوازدهم    | پیکان تهران      | ۶۶       | ۳۴   | ۱٫۹۴    |
| ۳                 | پانزدهم    | استقلال اهواز    | ۵۸       | ۳۰   | ۱٫۹۳    |
| ۴                 | نوزدهم     | شاهین بوشهر      | ۵۷       | ۳۰   | ۱٫۹     |
| ۵                 | دهم        | استیل آذین تهران | ۶۳       | ۳۴   | ۱٫۸۵    |
| ۶                 | سوم        | برق شیراز        | ۴۷       | ۲۶   | ۱٫۸۱    |
| ۷                 | هجدهم      | سپیدرود رشت      | ۵۳       | ۳۰   | ۱٫۷۷    |
| ۸                 | نهم        | استقلال اهواز    | ۶۰       | ۳۴   | ۱٫۷۶    |
| ۸                 | دهم        | پیکان قزوین      | ۶۰       | ۳۴   | ۱٫۷۶    |
| ۸                 | دوازدهم    | صنعت نفت آبادان  | ۶۰       | ۳۴   | ۱٫۷۶    |

منبع:

### برد
| بیشترین بردها |             |                     |     |      |      |
| #             | دوره        | تیم                 | برد | بازی | درصد |
| ۱             | بیست وچهارم | تراکتور             | ۲۱  | ۳۰   | ۷۰   |
| ۱             | نوزدهم      | پرسپولیس تهران      | ۲۱  | ۳۰   | ۷۰   |
| ۲             | شانزدهم     | پرسپولیس تهران      | ۲۰  | ۳۰   | ۶۷٪  |
| ۲             | بیست و دوم  | پرسپولیس تهران      | ۲۰  | ۳۰   | ۶۷٪  |
| ۲             | بیست و سوم  | پرسپولیس تهران      | ۲۰  | ۳۰   | ۶۷٪  |
| ۳             | چهارم       | فولاد خوزستان       | ۱۹  | ۳۰   | ۶۳٪  |
| ۳             | هفدهم       | پرسپولیس تهران      | ۱۹  | ۳۰   | ۶۳٪  |
| ۳             | بیستم       | پرسپولیس تهران      | ۱۹  | ۳۰   | ۶۳٪  |
| ۳             | بیستم       | سپاهان اصفهان       | ۱۹  | ۳۰   | ۶۳٪  |
| ۳             | بیست و یکم  | استقلال تهران       | ۱۹  | ۳۰   | ۶۳٪  |
| ۳             | بیستم و دوم | سپاهان اصفهان       | ۱۹  | ۳۰   | ۶۳٪  |
| ۳             | بیست و سوم  | استقلال تهران       | ۱۹  | ۳۰   | ۶۳٪  |
| کمترین بردها  |             |                     |     |      |      |
| #             | دوره        | تیم                 | برد | بازی | درصد |
| ۱             | سیزدهم      | مس کرمان            | ۱   | ۳۰   | ۳٪   |
| ۲             | ششم         | راه‌آهن تهران        | ۲   | ۳۰   | ۷٪   |
| ۲             | پانزدهم     | استقلال اهواز       | ۲   | ۳۰   | ۷٪   |
| ۲             | هفدهم       | سیاه جامگان مشهد    | ۲   | ۳۰   | ۷٪   |
| ۲             | بیستم       | ماشین‌سازی تبریز     | ۲   | ۳۰   | ۷٪   |
| ۲             | بیست و یکم  | شهر خودرو مشهد      | ۲   | ۳۰   | ۷٪   |
| ۲             | بیست و یکم  | فجر سپاسی شیراز     | ۲   | ۳۰   | ۷٪   |
| ۳             | اول         | تراکتورسازی تبریز   | ۲   | ۲۶   | ۸٪   |
| ۴             | بیست وچهارم | نساجی               | ۳   | ۳۰   | ۱۰٪  |
| ۴             | هفتم        | شیرین فراز کرمانشاه | ۳   | ۳۴   | ۹٪   |
| ۴             | دوازدهم     | گهر دورود لرستان    | ۳   | ۳۴   | ۹٪   |

- منبع:[۲۲]

### باخت
| کمترین باخت‌ها  |              |                  |      |      |      |
| #              | دوره         | تیم              | باخت | بازی | درصد |
| ۱              | بیست و یکم   | استقلال تهران    | ۰    | ۳۰   | ۰٪   |
| ۲              | هجدهم        | پرسپولیس تهران   | ۱    | ۳۰   | ۳٪   |
| ۲              | بیستم        | پرسپولیس تهران   | ۱    | ۳۰   | ۳٪   |
| ۲              | بیست و سوم   | استقلال تهران    | ۱    | ۳۰   | ۳٪   |
| ۳              | هجدهم        | سپاهان اصفهان    | ۲    | ۳۰   | ۷٪   |
| ۳              | بیست و چهارم | سپاهان اصفهان    | ۲    | ۳۰   | ۷٪   |
| ۳              | بیست و سوم   | پرسپولیس تهران   | ۲    | ۳۰   | ۷٪   |
| ۴              | پنجم         | استقلال تهران    | ۳    | ۳۰   | ۱۰٪  |
| ۴              | پانزدهم      | استقلال خوزستان  | ۳    | ۳۰   | ۱۰٪  |
| ۴              | بیستم        | سپاهان اصفهان    | ۳    | ۳۰   | ۱۰٪  |
| ۴              | بیستم و یکم  | پرسپولیس تهران   | ۳    | ۳۰   | ۱۰٪  |
| ۴              | بیست و دوم   | سپاهان اصفهان    | ۳    | ۳۰   | ۱۰٪  |
| ۵              | اول          | پرسپولیس تهران   | ۳    | ۲۶   | ۱۲٪  |
| ۵              | اول          | پاس تهران        | ۳    | ۲۶   | ۱۲٪  |
| ۵              | سوم          | پاس تهران        | ۳    | ۲۶   | ۱۲٪  |
| ۵              | سوم          | استقلال تهران    | ۳    | ۲۶   | ۱۲٪  |
| بیشترین باخت‌ها |              |                  |      |      |      |
| #              | دوره         | تیم              | باخت | بازی | درصد |
| ۱              | پانزدهم      | استقلال اهواز    | ۲۱   | ۳۰   | ۷۰٪  |
| ۲              | شانزدهم      | ماشین‌سازی تبریز  | ۲۰   | ۳۰   | ۶۷٪  |
| ۲              | بیستم        | ماشین‌سازی تبریز  | ۲۰   | ۳۰   | ۶۷٪  |
| ۳              | پنجم         | شهید قندی یزد    | ۱۹   | ۳۰   | ۶۳٪  |
| ۳              | هفدهم        | سیاه جامگان مشهد | ۱۹   | ۳۰   | ۶۳٪  |
| ۴              | دوازدهم      | پیکان تهران      | ۲۱   | ۳۴   | ۶۲٪  |
| ۴              | دوازدهم      | گهر دورود لرستان | ۲۱   | ۳۴   | ۶۲٪  |
| ۴              | اول          | استقلال رشت      | ۱۶   | ۲۶   | ۶۲٪  |
| ۵              | هجدهم        | استقلال خوزستان  | ۱۸   | ۳۰   | ۶۰٪  |
| ۵              | بیست و دوم   | نفت مسجدسلیمان   | ۱۸   | ۳۰   | ۶۰٪  |

منبع

### مساوی
| کمترین مساوی‌ها  |              |                   |       |      |      |
| #               | دوره         | تیم               | مساوی | بازی | درصد |
| ۱               | دهم          | صنعت نفت آبادان   | ۳     | ۳۴   | ۹٪   |
| ۲               | نوزدهم       | پرسپولیس تهران    | ۴     | ۳۰   | ۱۳٪  |
| ۳               | دوم          | سپاهان اصفهان     | ۴     | ۲۶   | ۱۵٪  |
| ۳               | دوم          | ذوب‌آهن اصفهان     | ۴     | ۲۶   | ۱۵٪  |
| ۴               | بیست و چهارم | تراکتور           | ۵     | ۳۰   | ۱۶٪  |
| ۵               | دهم          | پیکان قزوین       | ۶     | ۳۴   | ۱۸٪  |
| ۶               | اول          | پیکان تهران       | ۵     | ۲۶   | ۱۹٪  |
| ۶               | دوم          | برق شیراز         | ۵     | ۲۶   | ۱۹٪  |
| بیشترین مساوی‌ها |              |                   |       |      |      |
| #               | دوره         | تیم               | مساوی | بازی | درصد |
| ۱               | سیزدهم       | مس کرمان          | ۱۹    | ۳۰   | ۶۳٪  |
| ۲               | نوزدهم       | نفت مسجدسلیمان    | ۱۷    | ۳۰   | ۵۷٪  |
| ۲               | شانزدهم      | گسترش فولاد تبریز | ۱۷    | ۳۰   | ۵۷٪  |
| ۲               | هجدهم        | ماشین‌سازی تبریز   | ۱۷    | ۳۰   | ۵۷٪  |
| ۳               | هجدهم        | صنعت نفت آبادان   | ۱۶    | ۳۰   | ۵۳٪  |
| ۳               | یازدهم       | ذوب‌آهن اصفهان     | ۱۸    | ۳۴   | ۵۳٪  |
| ۳               | بیست و یکم   | آلومینیوم اراک    | ۱۶    | ۳۰   | ۵۳٪  |
| ۳               | بیست و دوم   | آلومینیوم اراک    | ۱۶    | ۳۰   | ۵۳٪  |

منبع

### تفاضل گل
| بیشترین تفاضل گل |              |                     |          |      |
| #                | دوره         | تیم                 | تفاضل گل | بازی |
| ۱                | بیست و چهارم | تراکتور تبریز       | ۳۸+      | ۳۰   |
| ۲                | نهم          | سپاهان اصفهان       | ۳۷+      | ۳۴   |
| ۳                | هشتم         | استقلال تهران       | ۳۶+      | ۳۴   |
| ۴                | هفدهم        | پرسپولیس تهران      | ۳۳+      | ۳۰   |
| ۴                | بیستم        | پرسپولیس تهران      | ۳۳+      | ۳۰   |
| ۴                | بیست و دوم   | پرسپولیس تهران      | ۳۳+      | ۳۰   |
| ۵                | شانزدهم      | پرسپولیس تهران      | ۳۲+      | ۳۰   |
| ۵                | بیست و دوم   | سپاهان اصفهان       | ۳۲+      | ۳۰   |
| ۶                | بیست و دوم   | استقلال تهران       | ۳۰+      | ۳۰   |
| ۷                | نوزدهم       | پرسپولیس تهران      | ۲۹+      | ۳۰   |
| ۷                | بیستم        | سپاهان اصفهان       | ۲۹+      | ۳۰   |
| ۷                | بیست و یکم   | استقلال تهران       | ۲۹+      | ۳۰   |
| کمترین تفاضل گل  |              |                     |          |      |
| #                | دوره         | تیم                 | تفاضل گل | بازی |
| ۱                | پانزدهم      | استقلال اهواز       | ۴۲-      | ۳۰   |
| ۲                | دوازدهم      | پیکان تهران         | ۴۰-      | ۳۴   |
| ۳                | بیست و دوم   | نفت مسجدسلیمان      | ۳۷-      | ۳۰   |
| ۴                | دوازدهم      | گهر دورود لرستان    | ۳۵-      | ۳۴   |
| ۵                | هفتم         | شیرین فراز کرمانشاه | ۳۴-      | ۳۴   |
| ۶                | دهم          | استیل آذین تهران    | ۳۳-      | ۳۴   |
| ۶                | بیستم        | ماشین‌سازی تبریز     | ۳۳-      | ۳۰   |
| ۷                | یازدهم       | مس سرچشمه کرمان     | ۳۱-      | ۳۴   |
| ۷                | هفدهم        | سیاه جامگان مشهد    | ۳۱-      | ۳۰   |
| ۷                | نوزدهم       | شاهین بوشهر         | ۳۱-      | ۳۰   |
| ۷                | بیست و چهارم | هوادار              | ۳۱-      | ۳۰   |

منبع

## سریع‌ترین گل‌ها
|    | گلزن                 | زمان     | بازی                      | ویدیو       | فصل               | ورزشگاه           |
| -- | -------------------- | -------- | ------------------------- | ----------- | ----------------- | ----------------- |
| ۱  | گادوین منشأ          | ثانیه ۸  | ملوان - مس رفسنجان        | گل          | لیگ بیست و دوم    | سیروس قایقران     |
| ۲  | غلامرضا رضایی        | ثانیه ۱۱ | فجرسپاسی - پرسپولیس       | گل          | لیگ دوازدهم       | حافظیه شیراز      |
| ۳  | محمدرضا خلعتبری      | ثانیه ۱۳ | سپاهان - گسترش فولاد      | گل          | لیگ چهاردهم       | فولاد شهر         |
| ۴  | شهریار مغانلو        | ثانیه ۱۴ | مس رفسنجان - سپاهان       | گل          | لیگ بیست و یکم    | شهید زینلی سرچشمه |
| ۵  | دارکو بیدوف          | ثانیه ۱۵ | ذوب آهن - نساجی           | گل          | لیگ بیستم         | شهید وطنی         |
| ۶  | ابراهیم توره         | ثانیه ۲۲ | سپاهان - شاهین بوشهر      |             | لیگ نهم           | فولاد شهر         |
| ۷  | علی علیپور           | ثانیه ۲۹ | ماشین‌سازی - پرسپولیس      | لیگ شانزدهم | یادگار امام تبریز |                   |
| ۸  | محسن بنگر (گل‌به‌خودی) | ثانیه ۳۱ | پرسپولیس - فولاد          | لیگ چهاردهم | آزادی تهران       |                   |
| ۹  | امیرارسلان مطهری     | ثانیه ۳۶ | ماشین‌سازی - ذوب‌آهن        | لیگ نوزدهم  | بنیان دیزل تبریز  |                   |
| ۱۰ | وحید امیری           | ثانیه ۳۹ | نفت تهران - استقلال تهران | لیگ چهاردهم | تختی تهران        |                   |

تاریخ به روز رسانی: ۱۶ اردیبهشت ۱۴۰۲
منبع
نکته: سریع‌ترین گل تاریخ فوتبال باشگاهی ایران را هادی عبدالله‌زاده در سال ۱۳۷۸ در بازی ابومسلم و ایرسوتر در ثانیه پنج بازی به ثمر رسانده است.

## داوران
تعداد ۱۱۶ داور بازی‌های لیگ برتر را قضاوت کرده‌اند. ترکی، فغانی و قهرمانی سه داوری هستند که بیش از بقیه داوران بازی‌های این مسابقات را سوت زده‌اند.
تاریخ به روز رسانی:نامشخص
| #  | داوران          | تعداد قضاوت در ادوار لیگ برتر |
| -- | --------------- | ----------------------------- |
| ۱  | محسن ترکی       | ۲۲۴                           |
| ۲  | علیرضا فغانی    | ۲۱۷                           |
| ۳  | محسن قهرمانی    | ۱۸۶                           |
| ۴  | یداله جهانبازی  | ۱۷۹                           |
| ۵  | احمد صالحی      | ۱۶۳                           |
| ۹  | مسعود مرادی     | ۱۶۰                           |
| ۸  | خداداد افشاریان | ۱۵۹                           |
| ۶  | تورج حق‌وردی     | ۱۵۲                           |
| ۱۰ | هدایت ممبینی    | ۱۵۲                           |
| ۷  | سعید مظفری‌زاده  | ۱۵۱                           |
| ۱۱ | شاهین حاج‌بابایی | ۱۳۸                           |
| ۱۲ | محمود رفیعی     | ۱۳۶                           |
| ۱۴ | رحیم رحیمی‌مقدم  | ۱۲۹                           |
| ۱۳ | حسین زرگر       | ۱۲۲                           |
| ۱۵ | محمدرضا اکبریان | ۱۱۳                           |
| ۱۶ | البرز حاجی‌پور   | ۱۱۰                           |
| ۱۷ | مهدی سیدعلی     | ۱۰۷                           |
| ۱۸ | اشکان خورشیدی   | ۱۰۳                           |

- در این لیست داورانی ذکر شده‌اند که حداقل صد بازی در لیگ برتر سوت زده‌اند.

### تعداد بیشترین داوری در طول یک فصل از لیگ برتر
| # | فصل     | دوره    | داوران           | تعداد داوری |
| - | ------- | ------- | ---------------- | ----------- |
| ۱ | ۹۲–۱۳۹۱ | دوازدهم | محسن قهرمانی     | ۳۰          |
| ۲ | ۸۴–۱۳۸۳ | چهارم   | فریدون اصفهانیان | ۲۵          |
| ۳ | ۹۰–۱۳۸۹ | دهم     | سعید مظفری‌زاده   | ۲۴          |
| ۴ | ۹۱–۱۳۹۰ | یازدهم  | سعید مظفری‌زاده   | ۲۴          |
| ۵ | ۸۵–۱۳۸۴ | پنجم    | محسن ترکی        | ۲۳          |
| ۶ | ۹۱–۱۳۹۰ | یازدهم  | محسن ترکی        | ۲۳          |
| ۷ | ۹۱–۱۳۹۰ | یازدهم  | احمد صالحی       | ۲۳          |

## حضور بانوان در ورزشگاه‌ها
اولین حضور رسمی در استادیوم فوتبال در روز پنج‌شنبه ۱۸ مهر ۱۳۹۸ عده‌ای از بانوان ایرانی برای اولین بار، رسماً به عنوان تماشاگر زن فوتبال به استادیوم آزادی در تهران راه یافتند تا بازی ایران و کامبوج را از نزدیک تماشا کنند و اما در این رقابت‌ها هرگز اجازه حضور زنان در ورزشگاه‌ها داده نشد تا اینکه در اواخر سال ۲۰۲۲ با فشارهای جهانی، بالاخره این اجازه داده شد. مقاومت زنان و فشار سازمان‌های ورزشی جهانی همانند سازمان فیفا بانی آن شد که ورزشگاه آزادی بالاخره پس از انقلاب ۱۳۵۷ نیز به روی زنان بازگردد؛
نخستین حضور قانونی زنان ایرانی در لیگ برتر خلیج فارس در بازی میان استقلال و مس کرمان در ورزشگاه آزادی تهران در هفته سوم از بیست و دومین دوره این رقابت‌ها بود. بیشترین حضور زنان در ورزشگاه در تاریخ ورزش ایران به صورت قانونی در بازی‌های خانگی ملوان در گیلان در شهر بندر انزلی صورت گرفته است.

### لیگ بیست چهارم

#### هفته دوازدهم
با توجه به حکم کمیته انضباطی مبنی بر محرومیت هواداران مرد دو تیم سپاهان و پرسپولیس به دلیل تنش در بازی‌های گذشته برای اولین بار در تاریخ لیگ برتر دیدار سپاهان و پرسپولیس در ورزشگاه نقش جهان فقط با حضور تماشاگران زن برگزار شد.

## استفاده از کمک داور ویدیویی (VAR)
برای اولین بار در تاریخ لیگ برتر در بازی معوقه از هفته پنجم در لیگ برتر ۰۳–۱۴۰۲ مابین دو رقیب سنتی پایتخت استقلال و پرسپولیس از کمک داور ویدیویی (VAR) استفاده شد.

## رکوردها
- باشگاه فوتبال سپاهان با کسب قهرمانی در فصل۸۲-۱۳۸۱ تبدیل به اولین باشگاه فوتبال غیر تهرانی گردید که قهرمان رقابت‌های سراسری شده است.
- باشگاه فوتبال استقلال در فصل ۹۹–۱۳۹۸ به اولین باشگاهی تبدیل شد که مرز ۱۰۰۰ امتیاز را در تاریخ لیگ برتر رد کرد.[۴۳]
- استقلال در فصل ۰۱–۱۴۰۰ به اولین تیم در تاریخ لیگ برتر تبدیل شد که بدون شکست به عنوان قهرمانی دست پیدا کرد.[۴۴]
- استقلال فصل ۰۳–۱۴۰۲ به اولین تیم لیگ برتر تبدیل شد که تعداد گل‌هایش در تاریخ لیگ برتر به عدد ۱۰۰۰ گل رسید.[۴۵]